# Ганс фон Гельмс
Ганс фон Гельмс (нім. Hans von Helms; 25 травня 1899, Гамбург-Більштед — 13 грудня 1980, Бернрід) — німецький політик, доктор філософії, групенфюрер СА.

## Біографія
Ганс фон Гельмс отримав атестат зрілості в 1917 році в Гамбурзі, після чого записався добровольцем в армію. Учасник Першої світової війни. Після війни вивчав фізику та математику в Гамбурзі, Берліні і Геттінгені. В 1922 році захистив докторську дисертацію в Геттінгенському університеті. В тому ж році вступив в НСДАП і СА. В В 1923/30 роках — науковий співробітник в галузі гірничодобувної промисловості. В 1925 році повторно вступив в НСДАП, проте в грудні того ж року був виключений. В квітні 1930 року втретє вступив в партію. В 1930/33 роках — науковий помічник в Імперському патентному відомстві.
Після приходу до влади нацистів Гельмс вступив на роботу особистим референтом управління поліції в Імперське та Прусське міністерства внутрішніх справ. Гельмс вступив у конфлікт із статс-секретарем Людвігом Грауертом, написав на нього скаргу до вищого партійного суду. У відповідь Гельмс був переведений з пониженням на посаду в Альтону. Він не погодився з переведенням і з цього моменту вступив у непримиренну боротьбу з чиновництвом міністерства внутрішніх справ. В серпні 1934 року Гельмса запідозрили в тому, що він є агентом командування СА, і за розпорядженням Германа Герінга звільнили з міністерства внутрішніх справ і з партії. 1 лютого 1935 року був прийнятий на роботу в штаб заступника фюрера Рудольфа Гесса на посаду діловода з питань державної служби. З 29 березня 1936 по 1945 рік — депутат рейхстагу.
З вересня 1939 року — голова уряду Лінца при рейхсштатгальтері Верхньої Австрії. В 1940 очолив військове управління Південно-Західної Франції. В 1941 році повернувся в міністерство внутрішніх справ і очолив відділ кадрів. З вересня 1942 року — член Народної судової палати. З листопада 1944 по червень 1945 року очолював уряд Мюнстера.
В грудні 1945 року заарештований, утримувався в таборі для інтернованих №7 в Гемері. З 1952 року отримував пенсію старшого урядового радника. В 1956/58 роках судився з урядом Нижньої Саксонії за збереження своїх звань.

## Звання
- Урядовий радник (1933)
- Старший урядовий радник (1 березня 1934)
- Рейхсамтсляйтер НСДАП (1935)
- Міністерський радник (1937)
- Міністерський директор (1941)
- Групенфюрер СА (1942)

## Нагороди
- Залізний хрест 2-го класу
- Почесний хрест ветерана війни з мечами
- Золотий партійний знак НСДАП
- Медаль «За вислугу років у НСДАП» в бронзі, сріблі та золоті (25 років)
- Хрест Воєнних заслуг 2-го і 1-го класу з мечами